# 3977 Maxine
3977 Maxine este un asteroid din centura principală, descoperit pe 14 iunie 1983 de Carolyn Shoemaker.